# Irwin Scheiner
Irwin Scheiner (* 22. Mai 1931 in Queens, New York City, New York; † 29. Mai 2021) war ein US-amerikanischer Historiker.

## Leben
Er absolvierte die Bronx School of Science und das Queens College im Hauptfach Geschichte (B.A. 1953). Er lehrte von 1963 bis 2006 als Professor für Geschichte an der University of California, Berkeley. Er erhielt seinen Ph.D. (The beginning of modern social criticism in Japan. A study of the samurai and Christian values: 1867–1891) 1966 in Geschichte.

## Schriften (Auswahl)
- Christian converts and social protest in Meiji Japan. Berkeley 1970, ISBN 0-520-01585-1. muse.jhu.edu
- Modern Japan. An interpretive anthology. London 1974, ISBN 0-02-406770-9.